# Marianne Vos

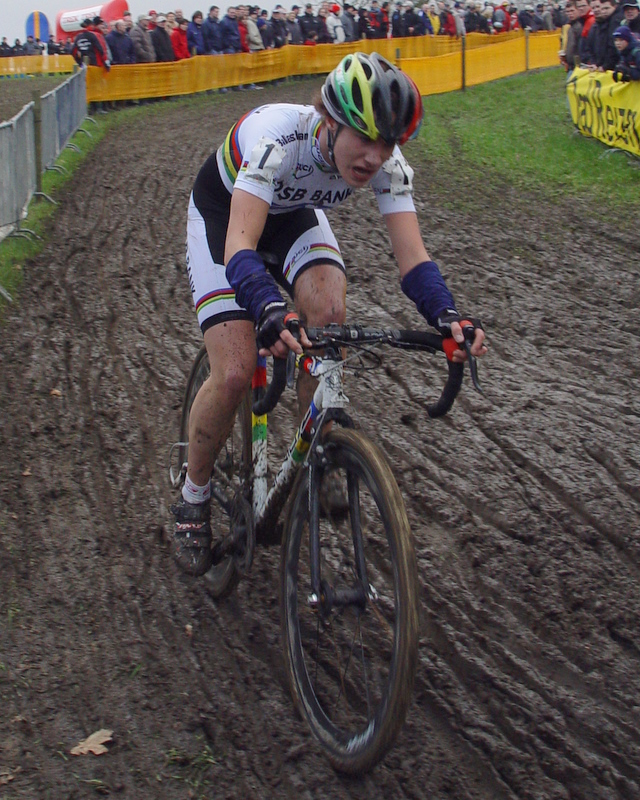
Marianne Vos bei einem Querfeldeinrennen (2007)

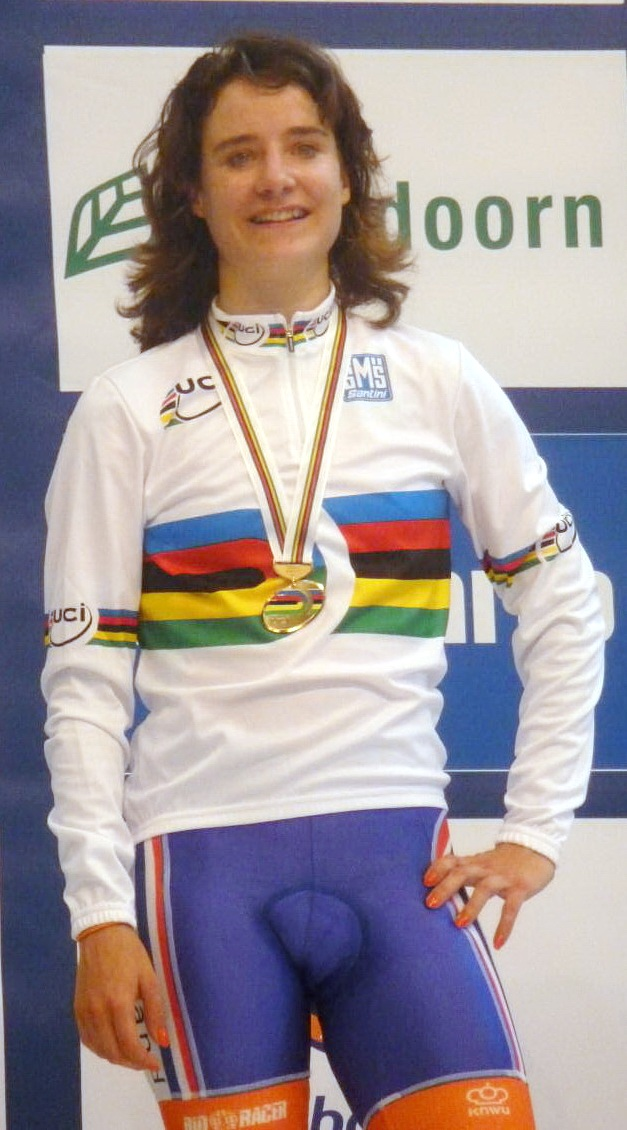
Vos mit der Goldmedaille bei der Bahn-WM 2011

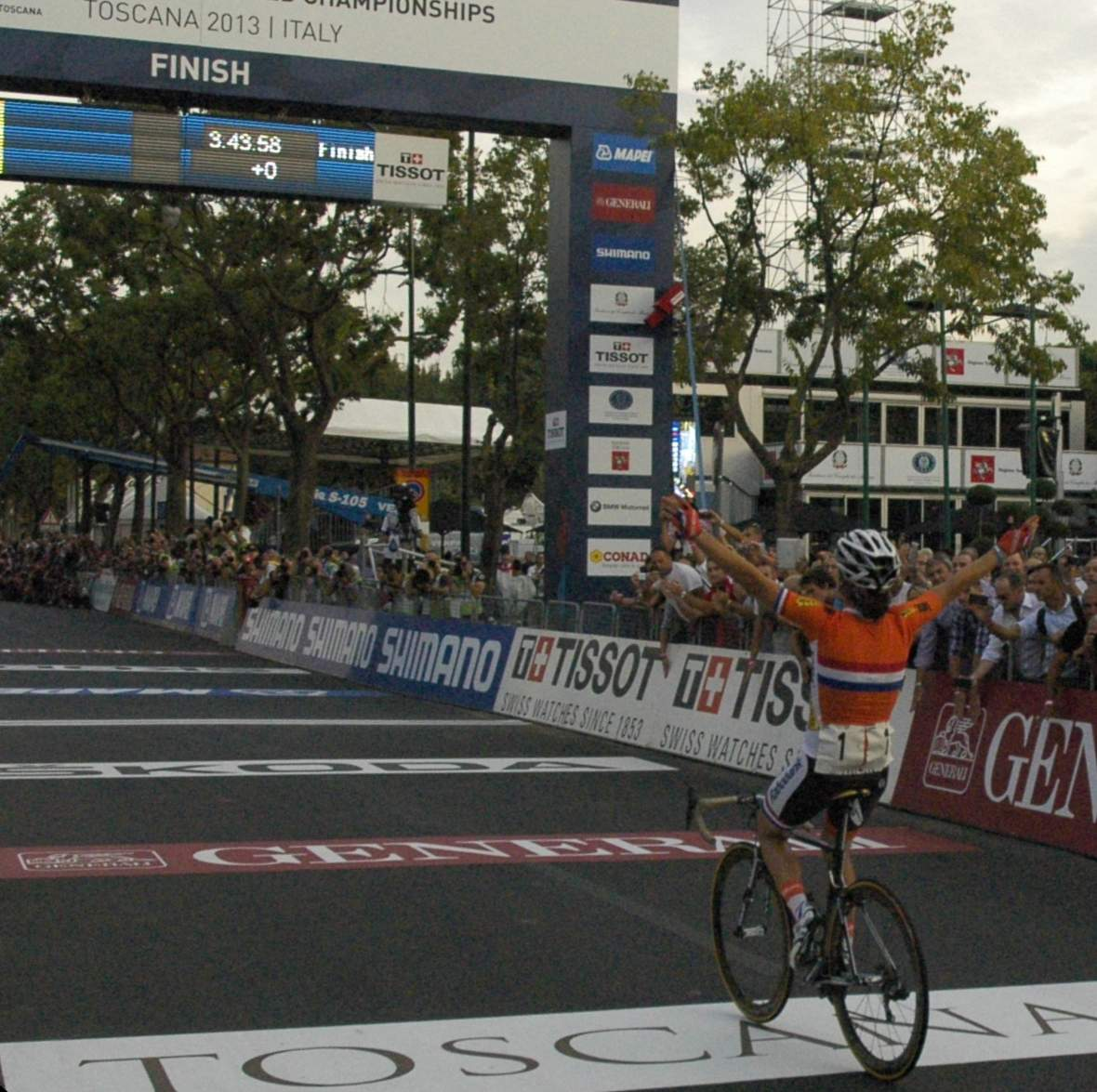
Marianne Vos gewinnt das Rennen bei der Straßen-WM in Florenz (2013)

Marianne Vos (* 13. Mai 1987 in ’s-Hertogenbosch) ist eine niederländische Radrennfahrerin. Sie ist zweifache Olympiasiegerin und vierzehnmalige Weltmeisterin in der Elite-Klasse. Bis März 2024 errang sie 250 Siege bei Radrennen auf der Straße.
Vos ist erfolgreich in den verschiedensten Disziplinen des Radrennsports, sie gewann Weltmeistertitel auf der Straße, auf der Bahn, im Cyclocross und im Gravelrennen. Ihre besondere Stärke ist dabei die Beschleunigung, die sie im Straßenrennen zu einer der besten Sprinterinnen und zur erfolgreichsten Fahrerin bei Eintagesrennen gemacht hat.  Sie ist mit acht Titeln von 2006 bis 2022 die Rekordweltmeisterin im Cyclocross.

## Radsportkarriere
Seit 2001 ist Marianne Vos im Leistungsradsport aktiv. 2002 wurde sie niederländische Jugend-Meisterin im Straßenrennen, fuhr zu dieser Zeit allerdings hauptsächlich Querfeldeinrennen. 2004 wurde sie bei den Straßen-Weltmeisterschaften in Verona Juniorinnen-Weltmeisterin im Straßenrennen.
2006 wechselte Vos in die Elite-Klasse der Frauen; seitdem fährt sie immer im selben Team, das seit 2012 den Namen Rabobank Women Cycling Team trägt. Zu Beginn des Jahres 2006 wurde sie Europa- und Weltmeisterin im Cyclocross vor der Deutschen Hanka Kupfernagel. Auf der Straße gewann sie die niederländische Straßen-Radmeisterschaft, und im Oktober wurde sie Weltmeisterin im Straßenrennen in Salzburg.
Bis 2013 errang Marianne Vos insgesamt zwölf Weltmeister-Titel auf Bahn, Straße und im Querfeldeinrennen, dazu 16 nationale Titel (inklusive zwei Titeln auf dem Mountainbike) sowie zwei europäische Titel. Zweimal errang sie olympische Goldmedaillen, 2008 im Punktefahren und 2012 im Straßenrennen.
Fünfmal gewann sie den Rad-Weltcup der Frauen und dreimal den Giro d’Italia Femminile.
Zudem siegte sie bei rund 30 relevanten Straßenrennen. Als sie bei den Straßenradsport-Weltmeisterschaften 2013 ihren Titel zum zweiten Mal verteidigte, taufte eine englische Zeitung sie Flying Dutchwoman: „She rode out with the No 1 on her back and rode home with her position as the greatest female cyclist underlined […].“ (dt.= „Sie fuhr mit der Nummer 1 auf ihrem Rücken hinaus und kam zurück, nachdem sie ihre Position als größter weiblicher Radrennfahrer betont hatte […].“)
2015 musste Marianne Vos eine längere Rennpause einlegen, um mehrere Verletzungen auszukurieren.
Im Juli 2015 wurde bekannt, dass sie in dieser Saison keine Straßenrennen und auch nicht die Straßen-Weltmeisterschaften bestreiten werde, so dass ihr Start bei den Olympischen Spielen 2016 in Rio de Janeiro gefährdet war. Im März 2016 nahm Vos den Rennbetrieb wieder auf.
Im Frühjahr 2018 brach sie sich bei Lüttich–Bastogne–Lüttich das Schlüsselbein, gewann in diesem Jahr danach jedoch gleichwohl unter anderem die Gesamtwertungen der BeNe Ladies Tour und der Ladies Tour of Norway sowie die Silbermedaille im Straßenrennen der Europameisterschaften.
Vos wurde Dritte der Crossweltmeisterschaft 2019 und gewann in der folgenden Straßensaion insgesamt 19 Rennen sowie die Jahreswertung der UCI Women’s WorldTour 2019. Die darauffolgende Crosssaison musste sie jedoch im Januar 2020 abbrechen, weil sie sich einer Operation der Leistenarterie unterziehen musste. Anfang 2022 wurde sie zum achten Mal Weltmeisterin im Cyclocross, 16 Jahre nach ihrem ersten Triumph. Im Juli des Jahres fuhr sie die Tour de France Femmes, die zum ersten Mal ausgetragen wurde, gewann zwei Etappen und die Punktewertung. Auch bei der Vuelta Femenina 2023 holte sie zwei Etappen und die Punktewertung. Im Laufe der Saison litt sie erneut unter Problemen mit der Leistenarterie, die sie unter anderem zur Aufgabe in der Tour de France Femmes 2023 zwangen, und brach die Saison im August für eine erneute Operation ab.
Im Frühjahr 2024 gewann Vos mehrere Rennen, darunter mit dem Omloop Het Nieuwsblad und dem Amstel Gold Race zwei WorldTour-Rennen. Beim Frühjahrsklassiker Dwars door Vlaanderen holte sie den 250. Sieg ihrer Radsportkarriere. Im Herbst siegte sie bei den Gravel-Weltmeisterschaften 2024. Bei den Olympischen Spielen 2024 in Paris gewann Vos die Silbermedaille im Straßenrennen.

## Ehrungen
Zwischen 2006 und 2013 wurde Marianne Vos siebenmal als niederländische Radsportlerin des Jahres ausgezeichnet. 2008, 2009 und 2013 wurde sie zudem in den Niederlanden Sportlerin des Jahres. 2013 erhielt sie ebenfalls den internationalen Velo Award als Radsportlerin des Jahres.
Marianne Vos wurde mit der Aufnahme in die Hall of Fame des europäischen Radsportverbandes Union Européenne de Cyclisme geehrt.
Bei einer Auflistung der besten hundert Sportler der Niederlande rangierte Marianne Vos im Dezember 2013 auf Platz 15.
Im Februar 2010 gab der Bürgermeister ihrer Heimatgemeinde Aalburg bekannt, dass dort ein 29,5 Kilometer langer Fahrradweg nach ihr Marianne Vos fietsroute benannt wird.
Nach Meinung eines niederländischen Kolumnisten war Vos schon 2011 nicht nur die „beste Radsportlerin der Geschichte“, die Leontien Zijlaard-van Moorsel und Jeannie Longo überflügelt habe, sondern auch die beste Sportlerin, die die Niederlande jemals hervorgebracht hätten.
Im September 2017 wurde Marianne Vos in die Athletenkommission der UCI gewählt.

## Erfolge
| 2004 Weltmeisterin (Junioren) – Straßenrennen 2005 Weltmeisterschaften (Junioren) – Straßenrennen Niederländische Meisterin (Junioren) – Straßenrennen 2006 eine Etappe Gracia Orlová eine Etappe, Punkte- und Nachwuchswertung Emakumeen Bira Niederländische Meisterin – Straßenrennen Europameisterin (U23) – Straßenrennen Gesamtwertung, zwei Etappen, Punkte- und Nachwuchswertung Tour Féminin en Limousin eine Etappe Trophée d’Or Féminin Punkte- und Nachwuchswertung Giro della Toscana Femminile Weltmeisterin – Straßenrennen 2007 Ronde van Gelderland Flèche Wallonne Gesamtwertung, Prolog und zwei Etappen Giro di San Marino Omloop van Borsele vier Etappen Tour de l’Aude Cycliste Féminin zwei Etappen und Punktewertung Emakumeen Bira Gesamtwertung, zwei Etappen und Nachwuchswertung RaboSter Zeeuwsche Eilanden eine Etappe und Punktewertung Giro d’Italia Femminile Europameisterin (U23) – Straßenrennen Holland Hills Classic zwei Etappen, Punkte- und Nachwuchswertung Holland Ladies Tour Rund um die Nürnberger Altstadt Weltmeisterschaften – Straßenrennen Gesamtwertung Straßen-Weltcup 2008 Grand Prix de Dottignies Flèche Wallonne Gesamtwertung, drei Etappen, Punkte- und Bergwertung Gracia Orlová Grand Prix de Santa Ana Prolog, zwei Etappen und Nachwuchswertung Vuelta Ciclista Feminina a El Salvador Gesamtwertung, Prolog, zwei Etappen, Punkte- und Nachwuchswertung Vuelta a Occidente Gesamtwertung, vier Etappen und Punktewertung Emakumeen Bira Niederländische Meisterin – Straßenrennen zwei Etappen Tour de Feminin Nachwuchswertung Holland Ladies Tour eine Etappe Giro della Toscana Femminile Weltmeisterschaften – Straßenrennen 2009 Trofeo Alfredo Binda Ronde van Drenthe Flèche Wallonne eine Etappe und Punktewertung Gracia Orlová drei Etappen und Nachwuchswertung Tour de l’Aude Cycliste Féminin eine Etappe und Nachwuchswertung Grande Boucle Féminine Niederländische Meisterin – Straßenrennen Europameisterschaften (U23) – Straßenrennen, Einzelzeitfahren drei Etappen und Punktewertung Tour de Bretagne Féminin eine Etappe und Punktewertung Thüringen-Rundfahrt Open de Suède Vårgårda Gesamt- und Nachwuchswertung Profile Ladies Tour eine Etappe und Punktewertung Giro della Toscana Femminile Weltmeisterschaften – Straßenrennen Gesamtwertung Straßen-Weltcup 2010 Trofeo Alfredo Binda Gesamtwertung, drei Etappen, Punkte- und Bergwertung Gracia Orlová eine Etappe und Punktewertung Tour de l’Aude Cycliste Féminin Durango–Durango Emakumeen Saria zwei Etappen und Punktewertung Emakumeen Bira Niederländische Meisterin – Einzelzeitfahren zwei Etappen, Punkte- und Nachwuchswertung Giro d’Italia Femminile zwei Etappen Route de France Gesamtwertung, zwei Etappen und Punktewertung Profile Ladies Tour eine Etappe Giro della Toscana Femminile Weltmeisterschaften – Straßenrennen Gesamtwertung Straßen-Weltcup 2011 zwei Etappen und Punktewertung Energiewacht Tour Drentse Acht van Dwingeloo Ronde van Drenthe Flèche Wallonne Grand Prix Elsy Jacobs Grand Prix Nicolas Frantz 7-Dorpenomloop Aalburg Gooik–Geraardsbergen–Gooik GP Ciudad de Valladolid Durango–Durango Emakumeen Saria Gesamtwertung, drei Etappen und Punktewertung Emakumeen Bira Gesamtwertung, zwei Etappen und Punktewertung RaboSter Zeeuwsche Eilanden Niederländische Meisterin – Straßenrennen, Einzelzeitfahren Gesamtwertung und fünf Etappen, Punkte-/ und Bergwertung Giro d’Italia Femminile eine Etappe Trophée d’Or Féminin Gesamtwertung, drei Etappen und Punktewertung Profile Ladies Tour Weltmeisterschaften – Straßenrennen 2012 Ronde van Drenthe Novilon Eurocup Trofeo Alfredo Binda Gesamtwertung, eine Etappe und Punktewertung Festival Elsy Jacobs Gesamtwertung, fünf Etappen und Punktewertung Giro d’Italia Femminile Gesamtwertung, zwei Etappen und Punktewertung Tour Féminin en Limousin Olympische Spiele – Straßenrennen Grand Prix de Plouay Gesamtwertung und zwei Etappen Brainwash Ladies Tour Weltmeisterin – Straßenrennen Gesamtwertung Straßen-Weltcup 2013 Drentse Acht van Dwingeloo Ronde van Drenthe Flandern-Rundfahrt Flèche Wallonne Gesamtwertung, eine Etappe und Punktewertung Festival Elsy Jacobs 7-Dorpenomloop Aalburg Durango–Durango Emakumeen Saria eine Etappe und Punktewertung Emakumeen Bira drei Etappen und Punktewertung Giro d’Italia Femminile Open de Suède Vårgårda Gesamtwertung und drei Etappen Trophée d’Or Féminin Grand Prix de Plouay drei Etappen Giro della Toscana Femminile Weltmeisterin – Straßenrennen Weltmeisterschaften – Mannschaftszeitfahren Gesamtwertung Straßen-Weltcup 2014 zwei Etappen und Punktewertung Festival Elsy Jacobs Gesamtwertung, drei Etappen und Punktewertung The Women’s Tour 7-Dorpenomloop Aalburg Gooik–Geraardsbergen–Gooik Durango–Durango Emakumeen Saria zwei Etappen und Punktewertung Emakumeen Bira Gesamtwertung, vier Etappen und Punktewertung Giro d’Italia Femminile La Course by Le Tour de France Sparkassen Giro Bochum Prolog und eine Etappe Ladies Tour of Norway eine Etappe Boels Rental Ladies Tour Mannschaftszeitfahren Lotto Belgium Tour | 2016 Pajot Hills Classic 7-Dorpenomloop Aalburg eine Etappe Kalifornien-Rundfahrt Keukens Van Lommel Ladies Classic eine Etappe und Punktewertung The Women’s Tour drei Etappen Thüringen-Rundfahrt eine Etappe Lotto Belgium Tour 2017 Trofee Maarten Wynants 7-Dorpenomloop Aalburg Gooik–Geraardsbergen–Gooik Gesamtwertung, zwei Etappen und Punktewertung BeNe Ladies Tour Europameisterin – Straßenrennen Gesamt- und Punktewertung Ladies Tour of Norway eine Etappe und Punktewertung Lotto Belgium Tour 2018 Punktewertung The Women’s Tour eine Etappe Giro d’Italia Femminile Gesamtwertung und eine Etappe BeNe Ladies Tour Europameisterschaften – Straßenrennen Crescent Vårgårda Gesamtwertung, drei Etappen und Punktewertung Ladies Tour of Norway 2019 Trofeo Alfredo Binda Gesamtwertung und eine Etappe Tour de Yorkshire eine Etappe The Women’s Tour Europaspiele – Straßenrennen vier Etappen Giro d’Italia Femminile La Course by Le Tour de France Gesamtwertung und drei Etappen Ladies Tour of Norway Gesamtwertung, fünf Etappen und Punktewertung Tour de l’Ardèche Gesamtwertung WorldTour 2020 drei Etappen und Punktewertung Giro d’Italia Femminile 2021 Gent–Wevelgem Amstel Gold Race zwei Etappen Giro d’Italia Femminile Prolog, zwei Etappen und Punktewertung Simac Ladies Tour Weltmeisterschaften – Straßenrennen 2022 zwei Etappen Giro d’Italia Donne zwei Etappen und Punktewertung und Kämpferischste Fahrerin Tour de France Femmes vier Etappen Tour of Scandinavia 2023 zwei Etappen, Mannschaftszeitfahren und Punktewertung Vuelta Femenina 2024 Omloop Het Nieuwsblad Dwars door Vlaanderen Amstel Gold Race zwei Etappen und Punktewertung Vuelta Femenina Gesamtwertung und eine Etappe Volta Ciclista a Catalunya Femenina Olympische Spiele – Straßenrennen Punktewertung Tour de France Femmes 2025 zwei Etappen und Punktewertung Vuelta Femenina eine Etappe Tour de France Femmes 2003/2004 Europameisterschaften Weltcup – Pijnacker 2005/2006 Weltmeisterin Europameisterin 2006/2007 Europameisterschaften Weltcup – Treviso 2007/2008 Weltmeisterschaften 2008/2009 Weltmeisterin Weltcup – Zolder GvA Trofee – Oostmalle 2009/2010 Weltmeisterin Europameisterin Weltcup – Koksijde, Zolder, Hoogerheide GvA Trofee – Lille, Oostmalle 2010/2011 Weltmeisterin Niederländische Meisterin Weltcup – Pontchâteau GvA Trofee – Loenhout 2011/2012 Weltmeisterin Niederländische Meisterin Weltcup – Namur, Zolder, Liévin, Hoogerheide GvA Trofee – Essen, Loenhout, Lille 2012/2013 Weltmeisterin Niederländische Meisterin Weltcup – Zolder, Rom, Hoogerheide Bpost Bank Trofee – Lille 2013/2014 Weltmeisterin Niederländische Meisterin Weltcup – Valkenburg, Nommay Bpost Bank Trofee – Loenhout 2014/2015 Weltmeisterschaften Niederländische Meisterin Weltcup – Zolder 2016/2017 Weltmeisterschaften Niederländische Meisterin Weltcup – Zolder, Fiuggi, Hoogerheide Superprestige – Gieten DVV Trofee – Baal 2018/2019 Weltmeisterschaften Europameisterschaften Weltcup – Gesamtwertung / Waterloo, Bern, Zolder, Pontchâteau Superprestige – Ruddervoorde 2021/2022 Weltmeisterin Niederländische Meisterin Weltcup – Waterloo, Iowa City, Rucphen, Hoogerheide 2022/2023 X²O Trofee – Kortrijk 2007 Niederländische Meisterin – Punktefahren, Scratch Weltcup – Punktefahren und Scratch in Peking 2008 Olympische Spiele – Punktefahren Weltmeisterin – Punktefahren Weltcup – Scratch in Kopenhagen 2011 Weltmeisterin – Scratch 2012 Niederländische Meisterin – Madison (mit Roxane Knetemann) 2023 UCI Gravel World Series – ein Rennen 2024 Weltmeisterin |

## Straßenweltmeisterschafts-Platzierungen
| Weltmeisterschaft        | 2006 | 2007 | 2008 | 2009 | 2010 | 2011 | 2012 | 2013 | 2014 | 2015 | 2016 | 2017 | 2018 | 2019 | 2020 | 2021 |
| ------------------------ | ---- | ---- | ---- | ---- | ---- | ---- | ---- | ---- | ---- | ---- | ---- | ---- | ---- | ---- | ---- | ---- |
| StraßenrennenStraße      | 1    | 2    | 2    | 2    | 2    | 2    | 1    | 1    | 10   | –    | 22   | 48   | –    | 6    | 4    | 2    |
| EinzelzeitfahrenEZF      | –    | –    | –    | –    | –    | 10   | –    | –    | –    | –    | –    | –    | –    | –    | –    | –    |
| MannschaftszeitfahrenMZF | –    | –    | –    | –    | –    | –    | 4    | 2    | –    | –    | –    | –    | –    | –    | –    | –    |

## Privates
Vos wuchs im Dorf Babyloniënbroek auf und lebte eine Zeit lang in der heutigen nordbrabantischen Gemeinde Altena. Seit 2017 ist Marianne Vos mit der niederländischen Radsportlerin Moniek Tenniglo liiert.